# Heleophryne orientalis
Heleophryne orientalis – gatunek płaza bezogonowego z rodziny straszakowatych (Heleophrynidae). Endemit Republiki Południowej Afryki.

## Systematyka
Heleophryne orientalis zalicza się do rodziny straszakowatych, czyli straszaków. Dawniej była to rodzina monotypowa, do której zaliczano pojedynczy rodzaj Heleophryne. W przeszłości był on kolejno lokowany: w rodzinie ropuchowatych, później żab południowych, następnie żabowatych, a na koniec została dla niego wydzielona osobna rodzina. W 2008 jeden z gatunków wydzielono do osobnego rodzaju Hadromophryne i rodzina nie jest już monotypowa.
W języku polskim przedstawicieli tej grupy określa się mianem straszaków. Nazwa ta powstała przez odniesienie do języka angielskiego, w którym w odniesieniu do rodzaju/rodziny funkcjonuje określenie ghost frogs („żaby-duchy”). Bierze ono z kolei źródłosłów z niemieckiego, od Gespensterfrosche. Po angielsku gatunek ten określa się mianem eastern ghost frog („wschodnia żaba-duch”).
Odrębność tego gatunku nie jest pewna. Być może nie różni się on od Heleophryne purcelli, za którego podgatunek go dawniej uznawano.

## Budowa
Jako przedstawiciel straszakowatych posiada zęby szczękowe i podniebienne. Omosternum nie występuje. Opuszki palców są poszerzone.

## Cykl życiowy
Płaz prowadzi rozród w wartkich, całorocznych strumieniach bądź w stawach.
Rozród ma miejsce wczesnym latem. Przypada na okres od czwartego tygodnia października do końca listopada (płaz żyje na półkuli południowej). Wtedy przepływ wody w strumieniach jest mniejszy. H. orientalis cechuje się najkrótszym okresem rozrodu z całej swej rodziny.
Samce gromadzą się razem w celach rozrodczych (zachowanie to nie występuje u innych gatunków straszaków). Lubią eksponowane pozycje. Usadawiają się w obrębie strumieni bądź też wzdłuż nich, preferując np. kamienie obrosłe porostami w otoczeniu progów rzecznych i wodospadów, niekiedy w jaskiniach. Obrawszy miejsce, kumkają. Nawoływania trwają zarówno w dzień, jak i w nocy, niekiedy do godziny drugiej.
Występuje forma larwalna zwana kijanką. Barwa jej ciała jest zbliżona do koloru wody i podłoża, na którym żeruje. Żywi się ona glonami porastającymi zanurzone w wodzie kamienie. W razie niebezpieczeństwa ukrywa się pod kamieniami. Forma młodociana przeobraża się po 2 latach.

## Rozmieszczenie geograficzne
Płaz ten jest endemitem: występuje tylko na terenie Republiki Południowej Afryki, dokładniej zaś spotyka się go na terenie jednej tylko prowincji: Prowincji Przylądkowej Zachodniej. IUCN podaje, że jego zasięg występowania leży w okolicy Montagu i Kogman's Kloof, w kierunku wschodnim zaś od Swellendam i rezerwatu Lasu Grootvadersbosch. Na wschód płaz sięga prawdopodobnie rzeki Gouritz. Żyje on na terenie gór Eastern Langeberg Mountains.

## Ekologia
Bezogonowy zasiedla góry Eastern Langeberg Mountains, zwłaszcza ich południowe stoki. Bytuje na wysokościach zawierających się w zakresie pomiędzy 215 a 500 m nad poziomem morza, na obszarach o rocznych opadach od 600 do 3000 mm. Jego siedlisko stanowią rozczłonkowane lasy, porozdzielane górskimi wrzosowiskami fynbos.
Sezon rozrodczy Heleophryne orientalis spędza w środowisku wodnym. Wedle IUCN rozmnaża się w szybko płynących strumieniach, nie zanikających w ciągu roku, inne źródła wymieniają też czyste, wolno płynące strumienie, jak i stawy. Rzeczone strumienie płyną w wąwozach i przełomach.

## Zagrożenia i ochrona
Międzynarodowa Unia Ochrony Przyrody w 2004 nadała temu zwierzęciu status gatunku najmniejszej troski (LC – Least Concern). Argumentem przeciwko takiej klasyfikacji jest zasięg występowania o powierzchni mniejszej od 5000 km². Organizacja tłumaczy to prawdopodobnie dużą liczebnością płaza, który należy do gatunków lokalnie występujących pospolicie, a nawet obficie, brakiem jej szybkiego spadku oraz odpowiednim dlań, niezagrożonym środowiskiem, które zamieszkuje. Istnieją jedynie lokalne zagrożenia. Wymienić tu można wprowadzenie do ekosystemu obcych gatunków (jednak w górach Langeberg skala introdukcji jest mniejsza niż na innych terenach), jak również nieznaczne zalesianie i pożary, które często pojawiają się w miejscu życia płaza. Zagrożenia te nie uprawniają jednak do uznania H. orientalis za gatunek zagrożony wyginięciem, tym bardziej że jego zasięg występowania obejmuje obszary objęte ochroną, publiczne, jak i prywatne.